# Tour de Slovénie 2021
Le Tour de Slovénie 2021 est la 27e édition de cette course cycliste sur route masculine. Il a lieu du 9 au 13 juin 2021 en Slovénie. La course fait partie du calendrier UCI ProSeries 2021 en catégorie 2.Pro. L'édition 2020 avait été annulée en raison de la pandémie de Covid-19.

## Présentation

### Équipes
Classé en catégorie 2.Pro de l'UCI ProSeries, le Tour de Slovénie est par conséquent ouvert aux WorldTeams dans la limite de 70 % des équipes participantes, aux équipes continentales professionnelles, aux équipes continentales belges, aux équipes continentales étrangères dans la limite de deux, et à une équipe nationale belge.
| WorldTeams (4)- Astana-Premier Tech - Bahrain Victorious - Team BikeExchange - UAE Team Emirates ProTeams (8)- Androni Giocattoli-Sidermec - Bardiani CSF Faizanè - Bingoal Pauwels Sauces WB - Caja Rural-Seguros RGA - Euskaltel-Euskadi - Gazprom-RusVelo - Equipo Kern Pharma - Uno-X Pro Cycling Team Équipes continentales (7)- Adria Mobil - Canyon dhb SunGod - ColoQuick - Dukla Banská Bystrica - Ljubljana Gusto Santic - HRE Mazowsze Serce Polski - Ribble Weldtite Pro Cycling Équipe nationale- Slovénie |
| |

## Étapes
| Étape     | Date    | Villes étapes            | type              | Distance (km) | Vainqueur d'étape | Leader du classement général |
| --------- | ------- | ------------------------ | ----------------- | ------------- | ----------------- | ---------------------------- |
| 1re étape | 9 juin  | Ptuj – Rogaska Slatina   | étape de plaine   | 151,5         | Phil Bauhaus      | Phil Bauhaus                 |
| 2e étape  | 10 juin | Žalec – Celje            | étape vallonnée   | 147           | Tadej Pogačar     | Tadej Pogačar                |
| 3e étape  | 11 juin | Brežice – Krško          | étape vallonnée   | 165,8         | Jon Aberasturi    | Tadej Pogačar                |
| 4e étape  | 12 juin | Ajdovščina – Nova Gorica | étape de montagne | 164,1         | Diego Ulissi      | Tadej Pogačar                |
| 5e étape  | 13 juin | Ljubljana – Novo Mesto   | étape de plaine   | 175,3         | Phil Bauhaus      | Tadej Pogačar                |

## Déroulement de la course

### 1reétape
| \| Classement de l'étape \| Classement de l'étape \| Classement de l'étape \| Classement de l'étape \| Classement de l'étape \| \| Coureur \| Coureur \| Pays \| Équipe \| Temps \| \| --------------------- \| --------------------- \| --------------------- \| --------------------------- \| --------------------- \| \| 1er \| Phil Bauhaus \| Allemagne \| Bahrain Victorious \| 3 h 33 min 45 s \| \| 2e \| Jon Aberasturi \| Espagne \| Caja Rural-Seguros RGA \| + 0 s \| \| 3e \| Rui Oliveira \| Portugal \| UAE Team Emirates \| + 0 s \| \| 4e \| Stanisław Aniołkowski \| Pologne \| Bingoal Pauwels Sauces WB \| + 0 s \| \| 5e \| Matteo Malucelli \| Italie \| Androni Giocattoli-Sidermec \| + 0 s \| \| 6e \| Alexander Edmondson \| Australie \| BikeExchange \| + 0 s \| \| 7e \| Alan Banaszek \| Pologne \| HRE Mazowsze Serce Polski \| + 0 s \| \| 8e \| Ryan Christensen \| Nouvelle-Zélande \| Canyon dhb SunGod \| + 0 s \| \| 9e \| Matthew Bostock \| Royaume-Uni \| Canyon dhb SunGod \| + 0 s \| \| 10e \| Mikel Alonso \| Espagne \| Euskaltel-Euskadi \| + 0 s \| |                       |                  |                             |                 |
| |                       |                  |                             |                 |
| Source : ProCyclingStats |                       |                  |                             |                 |
| Classement de l'étape |                       |                  |                             |                 |
| Coureur | Coureur               | Pays             | Équipe                      | Temps           |
| 1er | Phil Bauhaus          | Allemagne        | Bahrain Victorious          | 3 h 33 min 45 s |
| 2e | Jon Aberasturi        | Espagne          | Caja Rural-Seguros RGA      | + 0 s           |
| 3e | Rui Oliveira          | Portugal         | UAE Team Emirates           | + 0 s           |
| 4e | Stanisław Aniołkowski | Pologne          | Bingoal Pauwels Sauces WB   | + 0 s           |
| 5e | Matteo Malucelli      | Italie           | Androni Giocattoli-Sidermec | + 0 s           |
| 6e | Alexander Edmondson   | Australie        | BikeExchange                | + 0 s           |
| 7e | Alan Banaszek         | Pologne          | HRE Mazowsze Serce Polski   | + 0 s           |
| 8e | Ryan Christensen      | Nouvelle-Zélande | Canyon dhb SunGod           | + 0 s           |
| 9e | Matthew Bostock       | Royaume-Uni      | Canyon dhb SunGod           | + 0 s           |
| 10e | Mikel Alonso          | Espagne          | Euskaltel-Euskadi           | + 0 s           |

| \| Classement général \| Classement général \| Classement général \| Classement général \| Classement général \| \| Coureur \| Coureur \| Pays \| Équipe \| Temps \| \| ------------------ \| ----------------------- \| ------------------ \| --------------------------- \| ------------------ \| \| 1er \| Phil Bauhaus \| Allemagne \| Bahrain Victorious \| 3 h 33 min 35 s \| \| 2e \| Jon Aberasturi \| Espagne \| Caja Rural-Seguros RGA \| + 4 s \| \| 3e \| Rui Oliveira \| Portugal \| UAE Team Emirates \| + 6 s \| \| 4e \| Daniel Hoelgaard \| Norvège \| Uno-X Pro Cycling Team \| + 7 s \| \| 5e \| Jonas Iversby Hvideberg \| Norvège \| Uno-X Pro Cycling Team \| + 7 s \| \| 6e \| Matthew Bostock \| Royaume-Uni \| Canyon dhb SunGod \| + 8 s \| \| 7e \| Diego Ulissi \| Italie \| UAE Team Emirates \| + 9 s \| \| 8e \| Stanisław Aniołkowski \| Pologne \| Bingoal Pauwels Sauces WB \| + 10 s \| \| 9e \| Matteo Malucelli \| Italie \| Androni Giocattoli-Sidermec \| + 10 s \| \| 10e \| Alexander Edmondson \| Australie \| BikeExchange \| + 10 s \| |                         |             |                             |                 |
| |                         |             |                             |                 |
| Source : ProCyclingStats |                         |             |                             |                 |
| Classement général |                         |             |                             |                 |
| Coureur | Coureur                 | Pays        | Équipe                      | Temps           |
| 1er | Phil Bauhaus            | Allemagne   | Bahrain Victorious          | 3 h 33 min 35 s |
| 2e | Jon Aberasturi          | Espagne     | Caja Rural-Seguros RGA      | + 4 s           |
| 3e | Rui Oliveira            | Portugal    | UAE Team Emirates           | + 6 s           |
| 4e | Daniel Hoelgaard        | Norvège     | Uno-X Pro Cycling Team      | + 7 s           |
| 5e | Jonas Iversby Hvideberg | Norvège     | Uno-X Pro Cycling Team      | + 7 s           |
| 6e | Matthew Bostock         | Royaume-Uni | Canyon dhb SunGod           | + 8 s           |
| 7e | Diego Ulissi            | Italie      | UAE Team Emirates           | + 9 s           |
| 8e | Stanisław Aniołkowski   | Pologne     | Bingoal Pauwels Sauces WB   | + 10 s          |
| 9e | Matteo Malucelli        | Italie      | Androni Giocattoli-Sidermec | + 10 s          |
| 10e | Alexander Edmondson     | Australie   | BikeExchange                | + 10 s          |

### 2eétape
| \| Classement de l'étape \| Classement de l'étape \| Classement de l'étape \| Classement de l'étape \| Classement de l'étape \| \| Coureur \| Coureur \| Pays \| Équipe \| Temps \| \| --------------------- \| --------------------- \| --------------------- \| --------------------------- \| --------------------- \| \| 1er \| Tadej Pogačar \| Slovénie \| UAE Team Emirates \| 3 h 32 min 00 s \| \| 2e \| Matej Mohorič \| Slovénie \| Bahrain Victorious \| + 1 min 22 s \| \| 3e \| Diego Ulissi \| Italie \| UAE Team Emirates \| + 1 min 22 s \| \| 4e \| Matteo Sobrero \| Italie \| Astana-Premier Tech \| + 1 min 22 s \| \| 5e \| Tanel Kangert \| Estonie \| BikeExchange \| + 1 min 25 s \| \| 6e \| James Shaw \| Royaume-Uni \| Ribble Weldtite Pro Cycling \| + 1 min 25 s \| \| 7e \| Rafał Majka \| Pologne \| UAE Team Emirates \| + 1 min 25 s \| \| 8e \| Giovanni Carboni \| Italie \| Bardiani CSF Faizanè \| + 1 min 25 s \| \| 9e \| Jonathan Lastra \| Espagne \| Caja Rural-Seguros RGA \| + 1 min 25 s \| \| 10e \| Jan Polanc \| Slovénie \| UAE Team Emirates \| + 1 min 30 s \| |                  |             |                             |                 |
| |                  |             |                             |                 |
| Source : ProCyclingStats |                  |             |                             |                 |
| Classement de l'étape |                  |             |                             |                 |
| Coureur | Coureur          | Pays        | Équipe                      | Temps           |
| 1er | Tadej Pogačar    | Slovénie    | UAE Team Emirates           | 3 h 32 min 00 s |
| 2e | Matej Mohorič    | Slovénie    | Bahrain Victorious          | + 1 min 22 s    |
| 3e | Diego Ulissi     | Italie      | UAE Team Emirates           | + 1 min 22 s    |
| 4e | Matteo Sobrero   | Italie      | Astana-Premier Tech         | + 1 min 22 s    |
| 5e | Tanel Kangert    | Estonie     | BikeExchange                | + 1 min 25 s    |
| 6e | James Shaw       | Royaume-Uni | Ribble Weldtite Pro Cycling | + 1 min 25 s    |
| 7e | Rafał Majka      | Pologne     | UAE Team Emirates           | + 1 min 25 s    |
| 8e | Giovanni Carboni | Italie      | Bardiani CSF Faizanè        | + 1 min 25 s    |
| 9e | Jonathan Lastra  | Espagne     | Caja Rural-Seguros RGA      | + 1 min 25 s    |
| 10e | Jan Polanc       | Slovénie    | UAE Team Emirates           | + 1 min 30 s    |

| \| Classement général \| Classement général \| Classement général \| Classement général \| Classement général \| \| Coureur \| Coureur \| Pays \| Équipe \| Temps \| \| ------------------ \| ------------------ \| ------------------ \| --------------------------- \| ------------------ \| \| 1er \| Tadej Pogačar \| Slovénie \| UAE Team Emirates \| 7 h 05 min 37 s \| \| 2e \| Matej Mohorič \| Slovénie \| Bahrain Victorious \| + 1 min 24 s \| \| 3e \| Diego Ulissi \| Italie \| UAE Team Emirates \| + 1 min 28 s \| \| 4e \| Matteo Sobrero \| Italie \| Astana-Premier Tech \| + 1 min 33 s \| \| 5e \| Giovanni Carboni \| Italie \| Bardiani CSF Faizanè \| + 1 min 36 s \| \| 6e \| Jonathan Lastra \| Espagne \| Caja Rural-Seguros RGA \| + 1 min 36 s \| \| 7e \| James Shaw \| Royaume-Uni \| Ribble Weldtite Pro Cycling \| + 1 min 36 s \| \| 8e \| Rafał Majka \| Pologne \| UAE Team Emirates \| + 1 min 36 s \| \| 9e \| Tanel Kangert \| Estonie \| BikeExchange \| + 1 min 36 s \| \| 10e \| Jan Polanc \| Slovénie \| UAE Team Emirates \| + 1 min 41 s \| |                  |             |                             |                 |
| |                  |             |                             |                 |
| Source : ProCyclingStats |                  |             |                             |                 |
| Classement général |                  |             |                             |                 |
| Coureur | Coureur          | Pays        | Équipe                      | Temps           |
| 1er | Tadej Pogačar    | Slovénie    | UAE Team Emirates           | 7 h 05 min 37 s |
| 2e | Matej Mohorič    | Slovénie    | Bahrain Victorious          | + 1 min 24 s    |
| 3e | Diego Ulissi     | Italie      | UAE Team Emirates           | + 1 min 28 s    |
| 4e | Matteo Sobrero   | Italie      | Astana-Premier Tech         | + 1 min 33 s    |
| 5e | Giovanni Carboni | Italie      | Bardiani CSF Faizanè        | + 1 min 36 s    |
| 6e | Jonathan Lastra  | Espagne     | Caja Rural-Seguros RGA      | + 1 min 36 s    |
| 7e | James Shaw       | Royaume-Uni | Ribble Weldtite Pro Cycling | + 1 min 36 s    |
| 8e | Rafał Majka      | Pologne     | UAE Team Emirates           | + 1 min 36 s    |
| 9e | Tanel Kangert    | Estonie     | BikeExchange                | + 1 min 36 s    |
| 10e | Jan Polanc       | Slovénie    | UAE Team Emirates           | + 1 min 41 s    |

### 3eétape
| \| Classement de l'étape \| Classement de l'étape \| Classement de l'étape \| Classement de l'étape \| Classement de l'étape \| \| Coureur \| Coureur \| Pays \| Équipe \| Temps \| \| --------------------- \| --------------------- \| --------------------- \| --------------------------- \| --------------------- \| \| 1er \| Jon Aberasturi \| Espagne \| Caja Rural-Seguros RGA \| 3 h 50 min 26 s \| \| 2e \| Matej Mohorič \| Slovénie \| Bahrain Victorious \| + 0 s \| \| 3e \| Matteo Trentin \| Italie \| UAE Team Emirates \| + 0 s \| \| 4e \| Rémy Mertz \| Belgique \| Bingoal Pauwels Sauces WB \| + 0 s \| \| 5e \| Jeppe Aaskov Pallesen \| Danemark \| ColoQuick \| + 0 s \| \| 6e \| James Shaw \| Royaume-Uni \| Ribble Weldtite Pro Cycling \| + 0 s \| \| 7e \| Daniel Muñoz \| Colombie \| Androni Giocattoli-Sidermec \| + 0 s \| \| 8e \| Giovanni Carboni \| Italie \| Bardiani CSF Faizanè \| + 0 s \| \| 9e \| Dmitri Strakhov \| Russie \| Gazprom-RusVelo \| + 0 s \| \| 10e \| Javier Romo \| Espagne \| Astana-Premier Tech \| + 0 s \| |                       |             |                             |                 |
| |                       |             |                             |                 |
| Source : ProCyclingStats |                       |             |                             |                 |
| Classement de l'étape |                       |             |                             |                 |
| Coureur | Coureur               | Pays        | Équipe                      | Temps           |
| 1er | Jon Aberasturi        | Espagne     | Caja Rural-Seguros RGA      | 3 h 50 min 26 s |
| 2e | Matej Mohorič         | Slovénie    | Bahrain Victorious          | + 0 s           |
| 3e | Matteo Trentin        | Italie      | UAE Team Emirates           | + 0 s           |
| 4e | Rémy Mertz            | Belgique    | Bingoal Pauwels Sauces WB   | + 0 s           |
| 5e | Jeppe Aaskov Pallesen | Danemark    | ColoQuick                   | + 0 s           |
| 6e | James Shaw            | Royaume-Uni | Ribble Weldtite Pro Cycling | + 0 s           |
| 7e | Daniel Muñoz          | Colombie    | Androni Giocattoli-Sidermec | + 0 s           |
| 8e | Giovanni Carboni      | Italie      | Bardiani CSF Faizanè        | + 0 s           |
| 9e | Dmitri Strakhov       | Russie      | Gazprom-RusVelo             | + 0 s           |
| 10e | Javier Romo           | Espagne     | Astana-Premier Tech         | + 0 s           |

| \| Classement général \| Classement général \| Classement général \| Classement général \| Classement général \| \| Coureur \| Coureur \| Pays \| Équipe \| Temps \| \| ------------------ \| ------------------ \| ------------------ \| --------------------------- \| ------------------ \| \| 1er \| Tadej Pogačar \| Slovénie \| UAE Team Emirates \| 10 h 56 min 03 s \| \| 2e \| Matej Mohorič \| Slovénie \| Bahrain Victorious \| + 1 min 15 s \| \| 3e \| Diego Ulissi \| Italie \| UAE Team Emirates \| + 1 min 26 s \| \| 4e \| Matteo Sobrero \| Italie \| Astana-Premier Tech \| + 1 min 33 s \| \| 5e \| James Shaw \| Royaume-Uni \| Ribble Weldtite Pro Cycling \| + 1 min 36 s \| \| 6e \| Giovanni Carboni \| Italie \| Bardiani CSF Faizanè \| + 1 min 36 s \| \| 7e \| Jonathan Lastra \| Espagne \| Caja Rural-Seguros RGA \| + 1 min 36 s \| \| 8e \| Rafał Majka \| Pologne \| UAE Team Emirates \| + 1 min 36 s \| \| 9e \| Tanel Kangert \| Estonie \| BikeExchange \| + 1 min 36 s \| \| 10e \| Jan Polanc \| Slovénie \| UAE Team Emirates \| + 1 min 41 s \| |                  |             |                             |                  |
| |                  |             |                             |                  |
| Source : ProCyclingStats |                  |             |                             |                  |
| Classement général |                  |             |                             |                  |
| Coureur | Coureur          | Pays        | Équipe                      | Temps            |
| 1er | Tadej Pogačar    | Slovénie    | UAE Team Emirates           | 10 h 56 min 03 s |
| 2e | Matej Mohorič    | Slovénie    | Bahrain Victorious          | + 1 min 15 s     |
| 3e | Diego Ulissi     | Italie      | UAE Team Emirates           | + 1 min 26 s     |
| 4e | Matteo Sobrero   | Italie      | Astana-Premier Tech         | + 1 min 33 s     |
| 5e | James Shaw       | Royaume-Uni | Ribble Weldtite Pro Cycling | + 1 min 36 s     |
| 6e | Giovanni Carboni | Italie      | Bardiani CSF Faizanè        | + 1 min 36 s     |
| 7e | Jonathan Lastra  | Espagne     | Caja Rural-Seguros RGA      | + 1 min 36 s     |
| 8e | Rafał Majka      | Pologne     | UAE Team Emirates           | + 1 min 36 s     |
| 9e | Tanel Kangert    | Estonie     | BikeExchange                | + 1 min 36 s     |
| 10e | Jan Polanc       | Slovénie    | UAE Team Emirates           | + 1 min 41 s     |

### 4eétape
| \| Classement de l'étape \| Classement de l'étape \| Classement de l'étape \| Classement de l'étape \| Classement de l'étape \| \| Coureur \| Coureur \| Pays \| Équipe \| Temps \| \| --------------------- \| --------------------- \| --------------------- \| --------------------------- \| --------------------- \| \| 1er \| Diego Ulissi \| Italie \| UAE Team Emirates \| 4 h 15 min 28 s \| \| 2e \| Tadej Pogačar \| Slovénie \| UAE Team Emirates \| + 1 s \| \| 3e \| Matteo Sobrero \| Italie \| Astana-Premier Tech \| + 1 s \| \| 4e \| Rafał Majka \| Pologne \| UAE Team Emirates \| + 27 s \| \| 5e \| James Shaw \| Royaume-Uni \| Ribble Weldtite Pro Cycling \| + 48 s \| \| 6e \| Tanel Kangert \| Estonie \| BikeExchange \| + 53 s \| \| 7e \| Giovanni Carboni \| Italie \| Bardiani CSF Faizanè \| + 1 min 05 s \| \| 8e \| Matej Mohorič \| Slovénie \| Bahrain Victorious \| + 1 min 19 s \| \| 9e \| Javier Romo \| Espagne \| Astana-Premier Tech \| + 1 min 28 s \| \| 10e \| Jan Polanc \| Slovénie \| UAE Team Emirates \| + 1 min 35 s \| |                  |             |                             |                 |
| |                  |             |                             |                 |
| Source : ProCyclingStats |                  |             |                             |                 |
| Classement de l'étape |                  |             |                             |                 |
| Coureur | Coureur          | Pays        | Équipe                      | Temps           |
| 1er | Diego Ulissi     | Italie      | UAE Team Emirates           | 4 h 15 min 28 s |
| 2e | Tadej Pogačar    | Slovénie    | UAE Team Emirates           | + 1 s           |
| 3e | Matteo Sobrero   | Italie      | Astana-Premier Tech         | + 1 s           |
| 4e | Rafał Majka      | Pologne     | UAE Team Emirates           | + 27 s          |
| 5e | James Shaw       | Royaume-Uni | Ribble Weldtite Pro Cycling | + 48 s          |
| 6e | Tanel Kangert    | Estonie     | BikeExchange                | + 53 s          |
| 7e | Giovanni Carboni | Italie      | Bardiani CSF Faizanè        | + 1 min 05 s    |
| 8e | Matej Mohorič    | Slovénie    | Bahrain Victorious          | + 1 min 19 s    |
| 9e | Javier Romo      | Espagne     | Astana-Premier Tech         | + 1 min 28 s    |
| 10e | Jan Polanc       | Slovénie    | UAE Team Emirates           | + 1 min 35 s    |

| \| Classement général \| Classement général \| Classement général \| Classement général \| Classement général \| \| Coureur \| Coureur \| Pays \| Équipe \| Temps \| \| ------------------ \| ------------------ \| ------------------ \| --------------------------- \| ------------------ \| \| 1er \| Tadej Pogačar \| Slovénie \| UAE Team Emirates \| 15 h 11 min 26 s \| \| 2e \| Diego Ulissi \| Italie \| UAE Team Emirates \| + 1 min 21 s \| \| 3e \| Matteo Sobrero \| Italie \| Astana-Premier Tech \| + 1 min 35 s \| \| 4e \| Rafał Majka \| Pologne \| UAE Team Emirates \| + 2 min 08 s \| \| 5e \| James Shaw \| Royaume-Uni \| Ribble Weldtite Pro Cycling \| + 2 min 29 s \| \| 6e \| Tanel Kangert \| Estonie \| BikeExchange \| + 2 min 34 s \| \| 7e \| Matej Mohorič \| Slovénie \| Bahrain Victorious \| + 2 min 39 s \| \| 8e \| Giovanni Carboni \| Italie \| Bardiani CSF Faizanè \| + 2 min 46 s \| \| 9e \| Jan Polanc \| Slovénie \| UAE Team Emirates \| + 3 min 21 s \| \| 10e \| Jonathan Lastra \| Espagne \| Caja Rural-Seguros RGA \| + 4 min 45 s \| |                  |             |                             |                  |
| |                  |             |                             |                  |
| Source : ProCyclingStats |                  |             |                             |                  |
| Classement général |                  |             |                             |                  |
| Coureur | Coureur          | Pays        | Équipe                      | Temps            |
| 1er | Tadej Pogačar    | Slovénie    | UAE Team Emirates           | 15 h 11 min 26 s |
| 2e | Diego Ulissi     | Italie      | UAE Team Emirates           | + 1 min 21 s     |
| 3e | Matteo Sobrero   | Italie      | Astana-Premier Tech         | + 1 min 35 s     |
| 4e | Rafał Majka      | Pologne     | UAE Team Emirates           | + 2 min 08 s     |
| 5e | James Shaw       | Royaume-Uni | Ribble Weldtite Pro Cycling | + 2 min 29 s     |
| 6e | Tanel Kangert    | Estonie     | BikeExchange                | + 2 min 34 s     |
| 7e | Matej Mohorič    | Slovénie    | Bahrain Victorious          | + 2 min 39 s     |
| 8e | Giovanni Carboni | Italie      | Bardiani CSF Faizanè        | + 2 min 46 s     |
| 9e | Jan Polanc       | Slovénie    | UAE Team Emirates           | + 3 min 21 s     |
| 10e | Jonathan Lastra  | Espagne     | Caja Rural-Seguros RGA      | + 4 min 45 s     |

### 5eétape
| \| Classement de l'étape \| Classement de l'étape \| Classement de l'étape \| Classement de l'étape \| Classement de l'étape \| \| Coureur \| Coureur \| Pays \| Équipe \| Temps \| \| --------------------- \| --------------------- \| --------------------- \| --------------------------- \| --------------------- \| \| 1er \| Phil Bauhaus \| Allemagne \| Bahrain Victorious \| 4 h 12 min 05 s \| \| 2e \| Alexander Edmondson \| Australie \| BikeExchange \| + 0 s \| \| 3e \| Heinrich Haussler \| Australie \| Bahrain Victorious \| + 0 s \| \| 4e \| Matteo Trentin \| Italie \| UAE Team Emirates \| + 0 s \| \| 5e \| Jon Aberasturi \| Espagne \| Caja Rural-Seguros RGA \| + 0 s \| \| 6e \| Enrique Sanz \| Espagne \| Equipo Kern Pharma \| + 0 s \| \| 7e \| Matthew Gibson \| Royaume-Uni \| Ribble Weldtite Pro Cycling \| + 0 s \| \| 8e \| Rui Oliveira \| Portugal \| UAE Team Emirates \| + 0 s \| \| 9e \| Alan Banaszek \| Pologne \| HRE Mazowsze Serce Polski \| + 0 s \| \| 10e \| Matteo Sobrero \| Italie \| Astana-Premier Tech \| + 0 s \| |                     |             |                             |                 |
| |                     |             |                             |                 |
| Source : ProCyclingStats |                     |             |                             |                 |
| Classement de l'étape |                     |             |                             |                 |
| Coureur | Coureur             | Pays        | Équipe                      | Temps           |
| 1er | Phil Bauhaus        | Allemagne   | Bahrain Victorious          | 4 h 12 min 05 s |
| 2e | Alexander Edmondson | Australie   | BikeExchange                | + 0 s           |
| 3e | Heinrich Haussler   | Australie   | Bahrain Victorious          | + 0 s           |
| 4e | Matteo Trentin      | Italie      | UAE Team Emirates           | + 0 s           |
| 5e | Jon Aberasturi      | Espagne     | Caja Rural-Seguros RGA      | + 0 s           |
| 6e | Enrique Sanz        | Espagne     | Equipo Kern Pharma          | + 0 s           |
| 7e | Matthew Gibson      | Royaume-Uni | Ribble Weldtite Pro Cycling | + 0 s           |
| 8e | Rui Oliveira        | Portugal    | UAE Team Emirates           | + 0 s           |
| 9e | Alan Banaszek       | Pologne     | HRE Mazowsze Serce Polski   | + 0 s           |
| 10e | Matteo Sobrero      | Italie      | Astana-Premier Tech         | + 0 s           |

## Classements finals

### Classement général
| \| Classement général \| Classement général \| Classement général \| Classement général \| Classement général \| \| Coureur \| Coureur \| Pays \| Équipe \| Temps \| \| ------------------ \| ------------------ \| ------------------ \| --------------------------- \| ------------------ \| \| 1er \| Tadej Pogačar \| Slovénie \| UAE Team Emirates \| 19 h 23 min 31 s \| \| 2e \| Diego Ulissi \| Italie \| UAE Team Emirates \| + 1 min 21 s \| \| 3e \| Matteo Sobrero \| Italie \| Astana-Premier Tech \| + 1 min 35 s \| \| 4e \| Rafał Majka \| Pologne \| UAE Team Emirates \| + 2 min 08 s \| \| 5e \| James Shaw \| Royaume-Uni \| Ribble Weldtite Pro Cycling \| + 2 min 29 s \| \| 6e \| Tanel Kangert \| Estonie \| BikeExchange \| + 2 min 34 s \| \| 7e \| Matej Mohorič \| Slovénie \| Bahrain Victorious \| + 2 min 39 s \| \| 8e \| Giovanni Carboni \| Italie \| Bardiani CSF Faizanè \| + 2 min 46 s \| \| 9e \| Jan Polanc \| Slovénie \| UAE Team Emirates \| + 3 min 21 s \| \| 10e \| Jonathan Lastra \| Espagne \| Caja Rural-Seguros RGA \| + 4 min 45 s \| |                  |             |                             |                  |
| |                  |             |                             |                  |
| Source : ProCyclingStats |                  |             |                             |                  |
| Classement général |                  |             |                             |                  |
| Coureur | Coureur          | Pays        | Équipe                      | Temps            |
| 1er | Tadej Pogačar    | Slovénie    | UAE Team Emirates           | 19 h 23 min 31 s |
| 2e | Diego Ulissi     | Italie      | UAE Team Emirates           | + 1 min 21 s     |
| 3e | Matteo Sobrero   | Italie      | Astana-Premier Tech         | + 1 min 35 s     |
| 4e | Rafał Majka      | Pologne     | UAE Team Emirates           | + 2 min 08 s     |
| 5e | James Shaw       | Royaume-Uni | Ribble Weldtite Pro Cycling | + 2 min 29 s     |
| 6e | Tanel Kangert    | Estonie     | BikeExchange                | + 2 min 34 s     |
| 7e | Matej Mohorič    | Slovénie    | Bahrain Victorious          | + 2 min 39 s     |
| 8e | Giovanni Carboni | Italie      | Bardiani CSF Faizanè        | + 2 min 46 s     |
| 9e | Jan Polanc       | Slovénie    | UAE Team Emirates           | + 3 min 21 s     |
| 10e | Jonathan Lastra  | Espagne     | Caja Rural-Seguros RGA      | + 4 min 45 s     |

### Classement de la montagne
| Classement de la montagne | Classement de la montagne | Classement de la montagne | Classement de la montagne   | Classement de la montagne |
| Coureur                   | Coureur                   | Pays                      | Équipe                      | Points                    |
| ------------------------- | ------------------------- | ------------------------- | --------------------------- | ------------------------- |
| 1er                       | Tadej Pogačar             | Slovénie                  | UAE Team Emirates           | 16 pts                    |
| 2e                        | Rafał Majka               | Pologne                   | UAE Team Emirates           | 13 pts                    |
| 3e                        | Diego Ulissi              | Italie                    | UAE Team Emirates           | 12 pts                    |
| 4e                        | Adam Stachowiak           | Pologne                   | HRE Mazowsze Serce Polski   | 11 pts                    |
| 5e                        | Matteo Sobrero            | Italie                    | Astana-Premier Tech         | 10 pts                    |
| 6e                        | Kenny Molly               | Belgique                  | Bingoal Pauwels Sauces WB   | 9 pts                     |
| 7e                        | Robert Scott              | Royaume-Uni               | Canyon dhb SunGod           | 7 pts                     |
| 8e                        | Jan Polanc                | Slovénie                  | UAE Team Emirates           | 6 pts                     |
| 9e                        | Jacob Scott               | Royaume-Uni               | Canyon dhb SunGod           | 5 pts                     |
| 10e                       | Josip Rumac               | Croatie                   | Androni Giocattoli-Sidermec | 5 pts                     |

### Classement par points
| Classement par points | Classement par points | Classement par points | Classement par points       | Classement par points |
| Coureur               | Coureur               | Pays                  | Équipe                      | Points                |
| --------------------- | --------------------- | --------------------- | --------------------------- | --------------------- |
| 1er                   | Matej Mohorič         | Slovénie              | Bahrain Victorious          | 58 pts                |
| 2e                    | Jon Aberasturi        | Espagne               | Caja Rural-Seguros RGA      | 57 pts                |
| 3e                    | Phil Bauhaus          | Allemagne             | Bahrain Victorious          | 53 pts                |
| 4e                    | Tadej Pogačar         | Slovénie              | UAE Team Emirates           | 46 pts                |
| 5e                    | Diego Ulissi          | Italie                | UAE Team Emirates           | 45 pts                |
| 6e                    | Matteo Sobrero        | Italie                | Astana-Premier Tech         | 37 pts                |
| 7e                    | James Shaw            | Royaume-Uni           | Ribble Weldtite Pro Cycling | 32 pts                |
| 8e                    | Alexander Edmondson   | Australie             | BikeExchange                | 30 pts                |
| 9e                    | Matteo Trentin        | Italie                | UAE Team Emirates           | 30 pts                |
| 10e                   | Giovanni Carboni      | Italie                | Bardiani CSF Faizanè        | 25 pts                |

### Classement du meilleur jeune
| Classement du meilleur jeune | Classement du meilleur jeune | Classement du meilleur jeune | Classement du meilleur jeune | Classement du meilleur jeune |
| Coureur                      | Coureur                      | Pays                         | Équipe                       | Temps                        |
| ---------------------------- | ---------------------------- | ---------------------------- | ---------------------------- | ---------------------------- |
| 1er                          | Kristjan Hočevar             | Slovénie                     | Adria Mobil                  | 19 h 30 min 35 s             |
| 2e                           | Javier Romo                  | Espagne                      | Astana-Premier Tech          | + 2 min 34 s                 |
| 3e                           | Raúl García Pierna           | Espagne                      | Equipo Kern Pharma           | + 8 min 13 s                 |
| 4e                           | Danny van der Tuuk           | Pays-Bas                     | Equipo Kern Pharma           | + 8 min 01 s                 |
| 5e                           | Gal Glivar                   | Slovénie                     | Adria Mobil                  | + 11 min 19 s                |
| 6e                           | Anže Skok                    | Slovénie                     | Ljubljana Gusto Santic       | + 16 min 34 s                |
| 7e                           | William Blume Levy           | Danemark                     | ColoQuick                    | + 17 min 26 s                |
| 8e                           | Tom Paquot                   | Belgique                     | Bingoal Pauwels Sauces WB    | + 21 min 40 s                |
| 9e                           | Thomas Mein                  | Royaume-Uni                  | Canyon dhb SunGod            | + 21 min 44 s                |
| 10e                          | Jonas Iversby Hvideberg      | Norvège                      | Uno-X Pro Cycling Team       | + 28 min 07 s                |

## Évolution des classements
| Étape | Vainqueur      | Classement général | Classement par points | Classement de la montagne | Classement du meilleur jeune | Classement par équipe |
| ----- | -------------- | ------------------ | --------------------- | ------------------------- | ---------------------------- | --------------------- |
| 1     | Phil Bauhaus   | Phil Bauhaus       | Phil Bauhaus          | Mathijs Paasschens        | Jonas Iversby Hvideberg      | Bahrain Victorious    |
| 2     | Tadej Pogačar  | Tadej Pogačar      | Phil Bauhaus          | Tadej Pogačar             | Kristjan Hočevar             | UAE Team Emirates     |
| 3     | Jon Aberasturi | Tadej Pogačar      | Matej Mohorič         | Tadej Pogačar             | Kristjan Hočevar             | UAE Team Emirates     |
| 4     | Diego Ulissi   | Tadej Pogačar      | Matej Mohorič         | Tadej Pogačar             | Kristjan Hočevar             | UAE Team Emirates     |
| 5     | Phil Bauhaus   | Tadej Pogačar      | Matej Mohorič         | Tadej Pogačar             | Kristjan Hočevar             | UAE Team Emirates     |
| Final | Final          | Tadej Pogačar      | Matej Mohorič         | Tadej Pogačar             | Kristjan Hočevar             | UAE Team Emirates     |